# بطولة ويمبلدون 1906
قائمة ببطولات ويمبلدون لسنة 1906:

## فردي رجال
لورنس دوهيرتي هزم  فرانك رايسيلي. النتيجة: 6-4 4-6 6-2 6-3

## فردي سيدات
دوروثيا دوجلاس هزمت  ماي سوتون. النتيجة: 6-3, 6-4